# Президент Нікарагуа
Президент Республіки Нікарагуа — найвища посадова особа держави Нікарагуа.
Посада президента Республіки Нікарагуа запроваджена в 1838 р. у зв'язку з проголошенням незалежності Нікарагуа від Центральноамериканської федерації. Як і в більшості країн Америки, президент Нікарагуа є одночасно і головою держави, і уряду, а також головнокомандувачем збройних сил. Має заступника — віцепрезидента на випадок неспроможності здійснювати свої повноваження. У 1838—1854 рр. посада називалась Верховний правитель Нікарагуа, а з 1854 р., після запровадження офіційної назви держави — Республіка Нікарагуа, — президент Нікарагуа. Згідно з останньою редакцією конституції Нікарагуа від 2010 р. президент Нікарагуа обирається на всенародних виборах терміном на 5 років. Кількість термінів обмежена двома.

## Список президентів Нікарагуа
- Хосе Нуньєс — 30 квітня 1838 — 23 квітня 1839
- Мігель Рамон Моралес — 12 березня — 6 квітня 1847
- Хосе Марія Герреро — 6 квітня 1847 — 1 січня 1849
- Фруто Чаморро — 1 квітня 1853 — 12 березня 1855
- Патрісіо Рівас — 30 жовтня 1855 — 24 червня 1857
- Вільям Вокер — 12 липня 1856 — 1 травня 1857
- Томас Мартінес — 15 листопада 1857 — 1 березня 1867
- Фернандо Гусман Солорсано — 1 березня 1867 — 1 березня 1871
- Хосе Вісенте Куадра — 1 березня 1871 — 1 березня 1875
- Педро Хоакін Чаморро — 1 березня 1875 — 1 березня 1879
- Хоакін Завала — 1 березня 1879 — 1 березня 1883
- Адам Карденас — 1 березня 1883 — 1 березня 1887
- Еварісто Карасо — 1 березня 1887 — 1 серпня 1889
- Ніколас Осоріо — 1—5 серпня 1889
- Роберто Сакаса — 5 серпня 1889 — 1 січня 1891
- Ігнасіо Чавес Лопес — 1 січня — 1 березня 1891
- Роберто Сакаса — 1 березня 1891 — 11 липня 1893 (вдруге)
- Хорхе Сантос Селая — 25 липня 1893 — 21 грудня 1909
- Хорхе Мадріс — 21 грудня 1909 — 20 серпня 1910
- Адольфо Діас — 9 травня 1911 — 1 січня 1917
- Еміліано Чаморро — 1 січня 1917 — 1 січня 1921
- Дієго Мануель Чаморро — 1 січня 1921 — 12 травня 1923
- Бартоломе Мартінес — 27 жовтня 1923 — 1 січня 1925
- Карлос Хосе Солорсано — 1 січня 1925 — 14 березня 1926
- Еміліано Чаморро — 14 березня — 11 листопада 1926 (вдруге)
- Себастьян Уріса — 11—14 листопада 1926
- Адольфо Діас — 14 листопада 1926 — 1 січня 1929 (вдруге)
- Хосе Марія Монкада — 1 січня 1929 — 1 січня 1933
- Хуан Баутіста Сакаса — 1 січня 1933 — 9 червня 1936
- Карлос Альберто Бренес — 9 червня 1936 — 1 січня 1937
- Анастасіо Сомоса Гарсіа — 1 січня 1937 — 1 травня 1947
- Анастасіо Сомоса Гарсіа — 7 травня 1950 — 29 вересня 1956 (вдруге)
- Луїс Сомоса Дебайле — 29 вересня 1956 — 1 травня 1963
- Рене Гутьєррес — 1 травня 1963 — 3 серпня 1966
- Орландо Монтенегро — 3—4 серпня 1966
- Лоренцо Гуерреро Гутьєррес — 4 серпня 1966 — 1 травня 1967
- Анастасіо Сомоса Дебайле — 1 травня 1967 — 1 травня 1972
- Анастасіо Сомоса Дебайле — 1 грудня 1974 — 17 липня 1979 (вдруге)
- Фрасіско Уркуйо — 17—18 липня 1979
- Даніель Ортега — 10 січня 1985 — 25 квітня 1990
- Віолета Чаморро — 25 квітня 1990 — 10 січня 1997
- Арнольдо Алеман — 10 січня 1997 — 10 січня 2002
- Енріке Боланьйос — 10 січня 2002 — 10 січня 2007
- Даніель Ортега — 10 січня 2007 — і дотепер (вдруге)
- Росаріо Мурільо[en] — 30 січня 2025 — і дотепер (співпрезидент)